# Kedungwuluh Lor
Kedungwuluh Lor is een bestuurslaag in het regentschap Banyumas van de provincie Midden-Java, Indonesië. Kedungwuluh Lor telt 3815 inwoners (volkstelling 2010).